# Comportamento desafiador
Comportamento desafiador, também conhecido como comportamento que desafia, é definido como "comportamento (s) culturalmente anormal (s) de tal intensidade, frequência ou duração que a segurança física da pessoa ou de outras pessoas é colocada em sério risco, ou comportamento que provavelmente limitará seriamente ou negar o acesso ao uso das instalações comuns da comunidade ". “Normalmente, esperaríamos que a pessoa mostrasse o padrão de comportamento que apresenta tal desafio aos serviços por um período considerável. O comportamento severamente desafiador não é um fenômeno transitório.”
Comportamentos desafiadores são mais frequentemente, embora não exclusivamente exibidos por indivíduos com dificuldades de desenvolvimento de aprendizagem, indivíduos com demência ou outras necessidades de saúde mental, como acidentes vasculares cerebrais ou lesões cerebrais adquiridas, indivíduos com psicose e por crianças, embora tais comportamentos possam ser exibidos por qualquer pessoa.

## Tipos
Tipos comuns de comportamento desafiador incluem comportamento auto lesivo como: bater, cabeçada, mordida, coçar, comportamento agressivo como: bater nos outros, cabeçada, gritar, xingar, gritar, arranhar os outros, cuspir, morder, socar, puxar o cabelo, chutes, comportamento sexualizado impróprio como: masturbação em público ou tatear, comportamento direcionado à propriedade como: atirar objetos e roubar e comportamentos estereotipados como balanço repetitivo ou ecolalia.

## Uso indevido
O termo "comportamento desafiador" tornou-se sujeito a uso indevido generalizado, na maioria das vezes como um eufemismo para comportamento violento ou agressivo. Em ambientes educacionais, é frequentemente usado para se referir a atos de desobediência, desafio ou outra falta de conformidade com a autoridade. Não é a isso que o termo se destinava originalmente. Cada vez mais grupos profissionais estão adotando termos alternativos, como "comportamento de preocupação".

## Causas
O comportamento desafiador pode ser causado por vários tipos de fatores, incluindo:
- biológico (dor, medicação, necessidade de estimulação sensorial)
- social (tédio, busca de interação social, necessidade de um elemento de controle, falta de conhecimento das normas da comunidade, insensibilidade da equipe e dos serviços aos desejos e necessidades da pessoa)
- ambientais (aspectos físicos, como ruído e iluminação, ou obter acesso a objetos ou atividades preferenciais)
- psicológico (sentir-se excluído, solitário, desvalorizado, rotulado, sem poder, correspondendo às expectativas negativas das pessoas)

O comportamento desafiador também pode ser simplesmente um meio de comunicação. Muitas vezes, o comportamento desafiador é aprendido e traz recompensas e é possível ensinar às pessoas novos comportamentos para atingir os mesmos objetivos. Os analistas do comportamento têm se concentrado em um modelo de desenvolvimento de comportamento desafiador.
A experiência e a pesquisa sugerem que, o que os profissionais chamam de "comportamento desafiador" é muitas vezes uma reação aos ambientes desafiadores que os serviços ou outros criam em torno de pessoas com deficiências de desenvolvimento e um método de comunicar a insatisfação com a falha dos serviços ou outros para ouvir que tipo de a vida faz mais sentido para a pessoa, especialmente quando os serviços ou outros criam estilos de vida e relacionamentos centrados no que lhes convém ou no serviço e sua equipe, e não no que convém à pessoa. Comportamentos desafiadores muitas vezes podem ser vistos como um "equivalente comportamental" de um problema de saúde mental. No entanto, evidências de pesquisa indicam que comportamentos desafiadores e problemas de saúde mental são condições relativamente independentes.
Um princípio comum na gestão do comportamento é procurar a mensagem que um indivíduo está comunicando por meio de seu comportamento desafiador: "Todo comportamento tem significado". Este é um ponto central no processo de análise funcional.
As crianças se comunicam por meio de seu comportamento, especialmente aquelas que não adquiriram habilidades de linguagem e vocabulário para dizer ao adulto qual é o problema. Em adultos com deficiências de desenvolvimento, certos tipos de comportamento desafiador podem prever o contato com a polícia e a internação hospitalar.

## Ciclo de respostas conportamentais
Comportamentos desafiadores podem ser vistos como ocorrendo em um ciclo:
- Acionar
- Escalação
- Crise
- Recuperação

A análise desse ciclo fornece uma base para o uso de uma variedade de estratégias para minimizar os gatilhos de comportamento desafiador, ensinar comportamentos mais apropriados em resposta a esses gatilhos ou fornecer consequências para o comportamento desafiador que encorajarão uma resposta mais apropriada. Estratégias comportamentais, como Análise Comportamental Aplicada, condicionamento operante e suporte de comportamento positivo, usam abordagens semelhantes para analisar e responder a comportamentos desafiadores. Recentemente, o Modelo Eidético de Crescimento (EMG) foi usado com resultados promissores.